# Álvarez (apellido)
Álvarez es un apellido español de origen patronímico, derivado del nombre Álvaro. es común en España y Nueva España (América).

## Etimología
El nombre Álvaro es de etimología germánica

## Historia
La rama más antigua que se conoce procede de Asturias y posteriormente la de los Álvarez de León que viene de la anterior. Hay, pues, muchas familias de origen y linaje muy distintos y sin ningún vínculo de parentesco que ostentan este apellido, por lo que es gran error suponer como algunos autores, que todos los Álvarez proceden de un mismo y primitivo solar y tronco. Una de las más antiguas es la del linaje de Asturias, o Álvarez de las Asturias. Tuvo su primitivo solar en el concejo de Nava, en el Principado de Asturias.
También es muy antigua en Asturias la casa de Álvarez que radicó en la parroquia de Riera, y de la que dimanó la del concejo de Grado. Varios y autorizados tratadistas afirman que estas casas eran originarias de la casa del concejo de Nava, solar del linaje Asturias, y aun cuando no lo prueban, es probable que así fuese, por la semejanza de sus armas y otros datos.
El apellido se extendió, a la par que avanzaba la Reconquista, por el resto de España, alcanzando gran difusión en Castilla y Andalucía. Así, el historiador Gonzalo Argote de Molina se refiere al caballero Ordoño Álvarez, Señor de Noroña, en las Asturias, al cual dejó el rey don Fernando como alcaide de Baeza (Jaén), en el año 1287, mientras él partía a la guerra con los moros de Sevilla. En 1433 era Capitán General de la frontera del reino Jaén pero Pedro Álvarez Osorio, el cual, comandando los pendones de las ciudades de Jaén, Baeza, Úbeda y Andújar, declaró la guerra a los moros, entrando en las tierras de Granada. Muchas de las familias Álvarez, a través de sus miembros, hicieron distintas probanzas de nobleza, en repetidas ocasiones y a lo largo de varios siglos, ante las Real Audiencia y Chancillería de Valladolid y Granada, así como para su ingreso en las antiguas Órdenes Militares.

## Popularidad
Este apellido se extendió profusamente por la península pasando también a América. En España se estima que hay 224.653 personas que comparten el apellido Álvarez. El apellido Álvarez es el apellido 15 más común en España. Y más del 5% de los españoles que se apellidan Álvarez viven en Asturias. En Latinoamérica es uno de los apellidos más comunes.